# Margaret St. Clair
Margaret St. Clair (Hutchinson, 17 febbraio 1911 – Santa Rosa, 22 novembre 1995) è stata una scrittrice statunitense di fantascienza.
È nota anche con gli pseudonimi di Idris Seabright e Wilton Hazzard.
Laureata in greco antico, è stata sposata con Eric St. Clair.
Ha scritto 100 racconti brevi e 9 romanzi; i suoi interessi predominanti sono stati la stregoneria, il nudismo ed il femminismo.

## Opere

### Romanzi
- The Green Queen (1956)
- Agent of the Unknown (1956)
- The Games of Neith (1960)
- Il segno della doppia ascia (Sign of the Labrys, 1963) (in Italia nel 1966: Urania 433, Urania Classici 41)
- Three Worlds of Futurity (1964)
- Message from the Eocene (1964)
- The Dolphins of Altair (1967)
- The Shadow People (1969)
- I danzatori di Noyo (The Dancers of Noyo, 1973) (in Italia nel 1975: Urania 678, Urania Classici 99)

### Antologie
- Change the Sky and Other Stories (1974)
- The Best of Margaret St. Clair (1985)